# Нукуоро (язык)
Нукуо́ро  —  полинезийский язык, основная масса носителей которого сосредоточена на атолле Нукуоро и острове Понпеи в Федеративных Штатах Микронезии. Близок к языкам неподалёку расположенных островов и атоллов.

## Вопросы классификации
Нукуоро относится к элисским полинезийским языкам в составе австронезийской макросемьи. Взаимопонятности с родственными языками нет; самые близкие к нукуоро языки — капингамаранги (59 % совпадений и когнатов из 198-словного списка), реннелльский (48 %) и пилени (46 %). При этом имеющихся данных недостаточно для того, чтобы сделать однозначные выводы о процессе развития языка; сами жители считают себя переселенцами с самоанских островов.

## Лингвогеография и современное положение

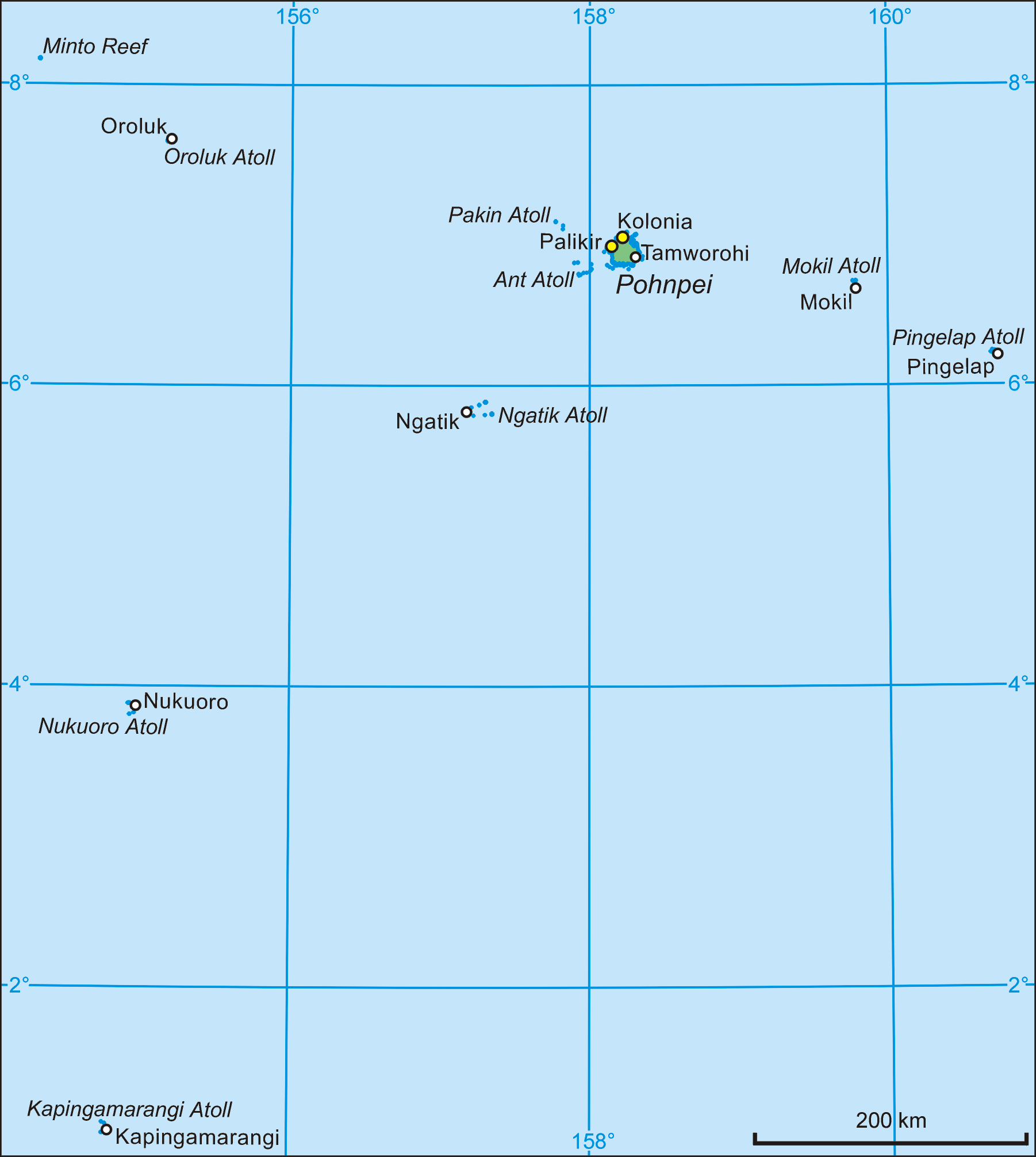
Штат Понпеи, Нукуоро в левой нижней части

На атолле мало распространён билингвизм, однако многие пожилые жители владеют понапейским, некоторые знают камингамаранги или другие микронезийские языки, немецкий, японский, либо английский.
С 1940-х американская администрация организовала школьное обучение на нукуоро. В 1965 году на атолле проживало около 260 носителей языка, ещё 125 жило на острове Понпеи, всего их насчитывалось около 400.
В Этнологе нукуоро имеет статус «развивающегося», его передают детям и используют в повседневной жизни.

## Письменность
Письменность на латинской основе была создана вождём Лекой (Leka), точное время появления неизвестно, однако в 1925 году она уже существовала.
Алфавит нукуоро:
- краткие звуки: a, i, u, e, o, b, d, g, v, s, h, m, n, ng, l;
- долгие звуки: aa, ii, uu, ee, oo, p, t, k, vv, ss, hh, mm, nn, nng, ll.

## Лингвистическая характеристика

### Фонетика и фонология
Структура слога — (C)V(VV), единственное запрещённое звукосочетание — /vu/.
|             | Губные    | Зубные/альвеолярные | Велярные  | Глоттальные |
| ----------- | --------- | ------------------- | --------- | ----------- |
| Взрывные    | /p/, /pː/ | /t/, /tː/           | /k/, /kː/ |             |
| Носовые     | /m/, /mː/ | /n/, /nː/           | /ŋ/, /ŋː/ |             |
| Фрикативные | /v/, /vː/ | /s/, /sː/           |           | /h/, /hː/   |
| Плавные     |           | /l/ /lː/            |           |             |

Фонотактика:
- Согласные /p/, /t/, /k/ могут реализовываться как звонкие (/b/, /d/, /g/).
- /v/ в положении /ava/ произносится как звонкий губно-губной спирант.
- У многих носителей /s/ палатализуется часто, либо всегда.

|         | Передние  | Средние   | Задние    |
| ------- | --------- | --------- | --------- |
| Верхние | /i/, /iː/ |           | /u/, /uː/ |
| Средние | /e/, /eː/ |           | /o/, /oː/ |
| Нижние  | /a/, /aː/ | /a/, /aː/ | /a/, /aː/ |

Все фонемы (и гласные, и согласные) имеют геминированный (удвоенный) вариант, примерно вдвое дольше краткого. Удвоенные взрывные согласные реализуются с усилением придыхательности и всегда глухо; носовые и фрикативные согласные при геминации становятся напряжёнными. Удвоенные фонемы встречаются примерно в 25 раз реже одиночных.
Согласные составляют 59,0 % фонем; взрывные согласные — 19,9 %. Самая частая краткая фонема — /a/ (23,8 %), долгая — /tː/ (29,1 %), самые редкие — /s/ (0,7 %) и /ŋː/ (менее 0,1 %).
Краткие гласные в предударном слоге редуцируются.
Ударение падает на предпоследний слог каждой основы, включая местоимения, при редупликации ударение падает на каждую основу изолированно.
Имеются дифтонги; под ударением вершиной слога является первый звук, без ударения дифтонги равновесны.

### Морфология
Части речи основ:
- существительные
  - личные имена (существительные, перед которыми возможен артикль a),
  - топонимы (существительные, не относящиеся к личным именам, перед которыми невозможен артикль denga),
  - локаторы (существительные, непосредственно после которых может располагаться сочетание артикля de/d-/do и существительного).
- прилагательные, в том числе числительные (от 1 до 9: dahi, lua, dolu, haa, lima, ono, hidu, valu, siva),
- глаголы.

Прилагательное отличается от глагола тем, что не может присоединять суффикс ina.
Имеется четыре разновидности редупликации основ:
- удвоение всей основы (встречается у всех частей речи, при этом часть речи слова с удвоением может меняться):

dangi («плакать», прилагательное) → dangidangi («извиняться», прилагательное),
ivi («кость», существительное) → iviivi («быть костлявым», глагол);
- удвоение первого слога основы (малопродуктивно, встречается у прилагательных и глаголов, часть речи также может меняться):

gai («есть, питаться», глагол) → gagai («рыба клюёт», глагол),
sao («сбегать», глагол единственного числа) → sasao («беглецы», существительное);
- удвоение первого согласного основы (встречается у прилагательных и глаголов):

используется для выражения множественного числа:
seni («спать», единственное число) → sseni («спать», множественное число),
huge («открывать что-то одно») → hhuge («открывать несколько предметов»),
означает более напряжённое действие:
ludu («спокойно срывать фрукты с дерева») → lludu («резко и быстро рвать фрукты с дерева»);
- удвоение первого гласного основы (встречается у прилагательных и глаголов), также означает множественное число:

ino («сгибаться», единственное число) → iino («сгибаться», множественное число).

### Синтаксис
Базовая типология порядка слов нукуоро — SVO, встречается также VSO.

## История изучения
Европейцы не бывали на атолле до 1806 года; с 1870-х годов началась миссионерская деятельность. Первая лингвистическая работа, посвящённая нукуоро, — небольшой словарь на 300 слов, опубликованный Фредериком Уильямом Кристианом в журнале Полинезийского общества в 1898 году. В 1908—1910 годах к этому корпусу добавилось ещё около ста слов из отчёта о Гамбургской экспедиции. В 1946 году опубликован 1500-словный словарь Сэмюэла Элберта с грамматическими комментариями.
Язык нукуоро при этом остаётся относительно слабо описан, количество работ по нему крайне мало. Основной источник сведений — публикация Верна Кэрролла «An Outline of the Structure of the Language of Nukuoro» в журнале Полинезийского общества.

## Комментарии
1. ↑  Данные скорее всего неточны и занижены, см. пояснение на странице 194